# Tweede Poolse Deling
De Tweede Poolse Deling van 1793 was de tweede van drie delingen (of gedeeltelijke annexaties) die in 1795 ten slotte een einde maakten aan het Pools-Litouwse Gemenebest.

## Geschiedenis
Na de Eerste Deling trachtte koning Stanislaus August door middel van hervormingen zijn staat te versterken. De zeer vooruitstrevende grondwet van 3 mei 1791 leek de deur te openen voor de opvattingen van de Franse Revolutie, maar er was tegenstand van Poolse en Litouwse magnaten. Zij zochten hulp bij het Russische Rijk en stichtten de Targowica Confederatie. Met steun van de Confederatie viel Rusland in 1792  Polen binnen. Dit leidde uiteindelijk tot de Tweede Poolse Deling, die het Poolse parlement (de Sejm) op 23 januari 1793 gedwongen goedkeurde, in een kortstondige poging om de onvermijdelijke volledige annexatie van Polen, de Derde Deling, te voorkomen. 

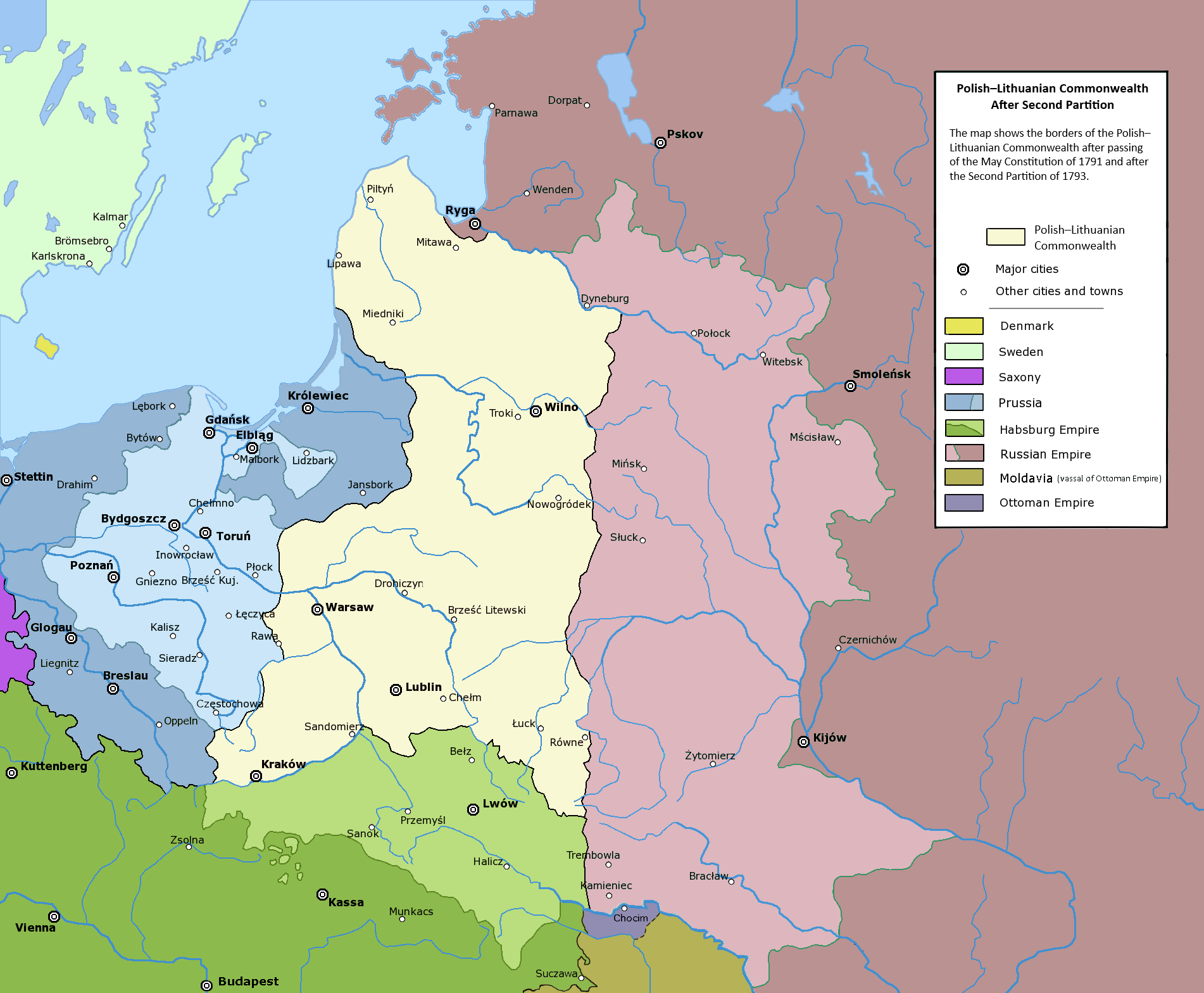
Tweede Poolse deling in 1793

De Tweede Deling bracht Rusland 228.000 km2 op: Litouws Wit-Rusland en het westen van Oekraïne met de rest van Podolië en Wolynië. Het Koninkrijk Pruisen bereikte met Rusland een overeenkomst om ook een deel van Polen te mogen annexeren als compensatie voor deelname aan de Eerste Coalitieoorlog tegen het revolutionaire Frankrijk op aanmoediging van Rusland, het opgeven van Polen als bondgenoot en omdat Pruisen onlangs een grote nederlaag had geleden in de Slag bij Valmy. Zij kregen 58.000 km2 met het Netzedistrict, de steden Danzig (Gdańsk) en Thorn (Toruń), Groot-Polen (Posen) en een deel van Mazovië.